# Ramon Avellana i Pujol
Ramon Avellana i Pujol (Olot, 11 de setembre de 1810– Barcelona, 13 de gener de 1871) fou un catedràtic de matemàtiques i compositor.
Fill de Jerònim Avellana i Homs d'ofici fuster natural de Santa Pau i de Teresa Pujol i Marcer natural d'Olot. Va ser deixeble d'Onofre Novellas durant el període 1836-1838. Va estudiar farmàcia, disciplina en què va aconseguir el grau de batxiller el 1842 i el de doctor el 1844. Posteriorment va aconseguir el grau de regent de segon classe matemàtiques i el 1848 va esdevenir catedràtic de matemàtiques de l'institut de segon ensenyament.
Des de 1846 era acadèmic de la Reial Acadèmia de Ciències i Arts de Barcelona (RACAB) a la qual va tenir els càrrecs següents:
- Encarregat del gabinet de la Secció de Ciències Fisicomatemàtiques (22 octubre 1846 — 5 desembre 1867)
- Director de la Secció de Ciències Fisicomatemàtiques (15 desembre 1864)
- Comptador (24 octubre 1861, 16 octubre 1862)

## Composicions destacades
Tot i no tenir gaire informació sobre el seu treball musical, sabem que destaca com a compositor de salms. Alguns d'aquests salms són:
- Laetatus sum in his quae dicta (1831)
- Lauda Jerusalem Dominu (1831)
- Confitebor tibi, Domine, in toto corde meo (1830)
- Levavi oculos meos in m(183?)
- Ad te levavi oculos, qui habitas(1833)
- Laudate pueri (1830)
- Completes per a 12 v i Ac[2]